# ジーン・キャンベル (小惑星)
ジーン・キャンベル (3143 Genecampbell) は、小惑星帯の小惑星。ハーバード大学天文台のアガシ観測所で発見された。
ハーバード・スミソニアン天体物理学センター中央計算棟のシステムエンジニア、ジーン・キャンベルに因んで名付けられた。